# ورتول
ورتول (به انگلیسی: Wortwell) یک روستا و محله مدنی در بریتانیا است که در نورفک جنوبی واقع شده‌است. ورتول ۴٫۶ کیلومتر مربع مساحت و ۵۶۱ نفر جمعیت دارد.